# Sproxton (Leicestershire)
Sproxton – wieś w Anglii, w hrabstwie Leicestershire, w dystrykcie Melton. Leży 34 km na północny wschód od miasta Leicester i 151 km na północ od Londynu. W 2001 miejscowość liczyła 480 mieszkańców.